# Copa do Mundo FIFA de 1978
A Copa do Mundo FIFA de 1978 foi a 11.ª Copa do Mundo FIFA disputada, e contou com a participação de dezesseis países. O campeonato ocorreu na Argentina, que conquistou seu primeiro título. Ao todo, 107 países participaram das eliminatórias.
No grupo da Argentina, a Itália roubou a cena e venceu os seus três jogos da primeira fase: até venceu os donos da casa por 1–0. A Argentina venceu a Hungria e França (ambas por 2–1), e ficou com a segunda vaga. Neste grupo, França e Hungria foram eliminadas com derrotas nas duas primeiras rodadas, e jogaram em Mar del Plata. Pela definição da FIFA, a Hungria jogaria de branco e a França com o seu azul característico, mas a Federação Francesa, irritada com a organização por se considerar prejudicada pela arbitragem, mandou seu time também de branco como adversário, o que gerou uma grande confusão. Diante da orientação da FIFA que os húngaros tinham direito a jogar de branco, o árbitro Arnaldo Cezar Coelho exigiu que os franceses trocassem de modelo. Sem uniforme reserva no vestiário, vestiram a camisa do Kimberley, um clube amador de Mar del Plata. A França venceu a partida por 3–1. O Brasil tinha um time que incluía Zico e Roberto Rivellino. Empatou com a Suécia no primeiro jogo por 1–1, e no segundo, com a Espanha, por 0–0. Só se classificou ao vencer a Áustria no terceiro jogo, por 1–0. Mesmo com a derrota, a Áustria, que vencera os dois primeiros jogos, ficou com a outra vaga. A Espanha e a Suécia foram eliminadas. Os Países Baixos tiveram dificuldades em se classificar. Johan Cruijff, a estrela do time, recusou participar do torneio devido problemas familiares. O país venceu o Irã por 3–0, depois empatou com o Peru em 0–0 e perdeu da Escócia por 3–2. O Peru foi a grande sensação do grupo: venceu a Escócia por 3–1 e goleou o Irã por 4–1. A Alemanha Ocidental e a Polônia dividiram as vagas de seu grupo entre si sem maiores dificuldades. Neste grupo, a Tunísia fez história ao conquistar a primeira vitória de uma seleção africana em copas, fazendo 3–1 no México. Outro grande resultado da seleção africana foi um empate em 0–0 com a Alemanha Ocidental.
Estavam na segunda fase: Alemanha Ocidental, Áustria, Itália e Países Baixos no grupo A; e Argentina, Brasil, Peru e Polónia no grupo B. Os Países Baixos reencontraram seu melhor futebol e golearam a Áustria por 5–1, empatou com a Alemanha Ocidental em 2–2 e ganhou da favorita Itália por 2–1, conseguindo uma vaga para a final. A Itália que foi a grande sensação da primeira fase com 100% de aproveitamento empatou com a Alemanha em 0–0, derrotou a Áustria por 1–0 e foi disputar o 3º lugar, por ficar em 2º lugar do grupo. No grupo de Brasil e Argentina houve escândalos. O Brasil, modificado com as entradas de Rodrigues Neto, Jorge Mendonça e Roberto Dinamite nos lugares de Edinho, Zico e Reinaldo, se recuperou da apatia da 1ª fase e venceu o Peru por 3–0. A Argentina passou pela Polônia por 2–0. Em Rosário, argentinos e brasileiros empataram. Este empate seria fatal para o Brasil. Na última rodada, a equipe venceu tranquilamente a Polônia por 3–1. Com este resultado, restava à Argentina vencer o Peru por 4 gols de diferença. A Argentina goleou o Peru por 6–0. O resultado do jogo mandou o Brasil para a decisão de 3º lugar, que venceria da Itália por 2–1. A final foi decidida no Estádio Monumental de Núñez, em Buenos Aires. A Argentina venceu os Países Baixos por 3–1 na prorrogação e conquistou seu primeiro título mundial.
A organização do evento foi marcada por muitas falhas. Chegou-se mesmo a cogitar a transferência da Copa para a Europa. Em alguns lugares os estádios ficaram prontos na última hora, e por isso os gramados recém plantados se soltavam sob os pés dos jogadores. Enquanto a Argentina sediou quase todos os seus jogos em Buenos Aires, os principais rivais faziam um tour pelo país, se desgastando com longas viagens. Foi uma copa cercada de polêmicas, muito graças ao clima político da Argentina, que vivia uma ditadura militar que via na organização do torneio a oportunidade de popularizar o regime e promover a distração nacional dos problemas políticos e econômicos. Como forma simbolica de protesto, as equipes que cuidavam dos estadios que sediaram a copa do mundo pintaram as bases das traves de preto.
Esta Copa ficou marcada também por ter sido a única em que a Seleção que terminou em 3.º colocado (neste caso, o Brasil), não recebeu nenhuma medalha. Segundo a CBF "não há registro de entrada ou recebimento das medalhas pelo 3º lugar na Copa do Mundo de 1978 na CBF. No acervo cadastrado, está apenas uma placa pela participação da Seleção Brasileira, independentemente da posição, dada a todos os participantes.

## Sorteio
O sorteio foi realizado no Teatro San Martin em Buenos Aires, no dia 14 de Janeiro de 1978.
Em artigo oficial da FIFA diz que os cabeças de chave foram Alemanha Ocidental, Argentina, Brasil, Países Baixos e Itália, embora fossem apenas 4 grupos.

## Sedes
| Buenos Aires Córdova Mar del Plata Rosário Mendoza | Buenos Aires                            | Buenos Aires                | Córdova, Córdova          |
| -------------------------------------------------- | --------------------------------------- | --------------------------- | ------------------------- |
| Buenos Aires Córdova Mar del Plata Rosário Mendoza | Estadio Monumental                      | Estadio José Amalfitani     | Estadio Córdoba           |
| Buenos Aires Córdova Mar del Plata Rosário Mendoza | Capacidade: 74,624                      | Capacidade: 49,540          | Capacidade: 46,083        |
| Buenos Aires Córdova Mar del Plata Rosário Mendoza |                                         |                             |                           |
| Buenos Aires Córdova Mar del Plata Rosário Mendoza | Mar del Plata, Buenos Aires (província) | Rosário, Santa Fé           | Mendoza, Mendonza         |
| Buenos Aires Córdova Mar del Plata Rosário Mendoza | Estadio José María Minella              | Estadio Gigante de Arroyito | Estadio Ciudad de Mendoza |
| Buenos Aires Córdova Mar del Plata Rosário Mendoza | Capacidade: 43,542                      | Capacidade: 41,654          | Capacidade: 34,875        |
| Buenos Aires Córdova Mar del Plata Rosário Mendoza |                                         |                             |                           |

## Primeira fase
|  | Equipes qualificadas para a segunda fase |
|  | Equipes eliminadas                       |

Todas as partidas seguem o fuso horário local (UTC-3).

### Grupo 1
| Pos. | Seleção   | Pts | J | V | E | D | GP | GC | SG |
| ---- | --------- | --- | - | - | - | - | -- | -- | -- |
| 1    | Itália    | 6   | 3 | 3 | 0 | 0 | 6  | 2  | +4 |
| 2    | Argentina | 4   | 3 | 2 | 0 | 1 | 4  | 3  | +1 |
| 3    | França    | 2   | 3 | 1 | 0 | 2 | 5  | 5  | 0  |
| 4    | Hungria   | 0   | 3 | 0 | 0 | 3 | 3  | 8  | –5 |

| 2 de junho | Itália                           | 2 – 1     | França     | Estádio José María Minella, Mar del Plata   |
| 13:45      | Paolo Rossi 29' · Zaccarelli 52' | Relatório | Lacombe 1' | Público: 42 373 Árbitro: ROM Nicolae Rainea |

| 2 de junho | Argentina               | 2 – 1     | Hungria   | Estádio Monumental de Núñez, Buenos Aires    |
| 19:15      | Luque 15' · Bertoni 83' | Relatório | Csapó 10' | Público: 71 615 Árbitro: POR António Garrido |

| 6 de junho | Itália                                | 3 – 1     | Hungria            | Estádio José María Minella, Mar del Plata  |
| 13:45      | Rossi 34' · Bettega 36' · Benetti 60' | Relatório | A. Tóth 81' (pen.) | Público: 26 533 Árbitro: URU Ramón Barreto |

| 6 de junho | Argentina                         | 2 – 1     | França      | Estádio Monumental de Núñez, Buenos Aires |
| 19:15      | Passarella 45' (pen.) · Luque 73' | Relatório | Platini 60' | Público: 71 666 Árbitro: SUI Jean Dubach  |

| 10 de junho | França                                  | 3 – 1     | Hungria     | Estádio José María Minella, Mar del Plata         |
| 14:30       | Lopez 22' · Berdoll 37' · Rocheteau 42' | Relatório | Zombori 41' | Público: 23 127 Árbitro: BRA Arnaldo Cézar Coelho |

| 10 de junho | Argentina | 0 – 1     | Itália      | Estádio Monumental de Núñez, Buenos Aires  |
| 19:15       |           | Relatório | Bettega 67' | Público: 71 712 Árbitro: ISR Abraham Klein |

### Grupo 2
| Pos. | Seleção            | Pts | J | V | E | D | GP | GC | SG  |
| ---- | ------------------ | --- | - | - | - | - | -- | -- | --- |
| 1    | Polónia            | 5   | 3 | 2 | 1 | 0 | 4  | 1  | +3  |
| 2    | Alemanha Ocidental | 4   | 3 | 1 | 2 | 0 | 6  | 0  | +6  |
| 3    | Tunísia            | 3   | 3 | 1 | 1 | 1 | 3  | 2  | +1  |
| 4    | México             | 0   | 3 | 0 | 0 | 3 | 2  | 12 | –10 |

| 1 de junho | Alemanha Ocidental | 0 – 0     | Polónia | Estádio Monumental de Núñez, Buenos Aires            |
| 15:00      |                    | Relatório |         | Público: 67 579 Árbitro: ARG Ángel Norberto Coerezza |

| 2 de junho | Tunísia                                | 3 – 1     | México                   | Estádio Gigante de Arroyito, Rosário     |
| 16:45      | Kaabi 55' · Ghommidh 79' · Dhouieb 87' | Relatório | Vázquez Ayala 45' (pen.) | Público: 17 396 Árbitro: SCO John Gordon |

| 6 de junho | Alemanha Ocidental                                                   | 6 – 0     | México | Estádio Chateau Carreras, Córdoba         |
| 16:45      | D. Müller 15' · H. Müller 30' · Rummenigge 38', 73' · Flohe 44', 89' | Relatório |        | Público: 35 258 Árbitro: SYR Farouk Bouzo |

| 6 de junho | Polónia  | 1 – 0     | Tunísia | Estádio Gigante de Arroyito, Rosário              |
| 16:45      | Lato 43' | Relatório |         | Público: 9 624 Árbitro: ESP Ángel Franco Martínez |

| 10 de junho | Alemanha Ocidental | 0 – 0     | Tunísia | Estádio Chateau Carreras, Córdoba                  |
| 16:45       |                    | Relatório |         | Público: 30 667 Árbitro: PER César Guerrero Orosco |

| 10 de junho | Polónia                     | 3 – 1     | México     | Estádio Gigante de Arroyito, Rosário      |
| 16:45       | Boniek 43', 84' · Deyna 56' | Relatório | Rangel 52' | Público: 22 651 Árbitro: IRN Jafar Namdar |

### Grupo 3
| Pos. | Seleção | Pts | J | V | E | D | GP | GC | SG |
| ---- | ------- | --- | - | - | - | - | -- | -- | -- |
| 1    | Áustria | 4   | 3 | 2 | 0 | 1 | 3  | 2  | +1 |
| 2    | Brasil  | 4   | 3 | 1 | 2 | 0 | 2  | 1  | +1 |
| 3    | Espanha | 3   | 3 | 1 | 1 | 1 | 2  | 2  | 0  |
| 4    | Suécia  | 1   | 3 | 0 | 1 | 2 | 1  | 3  | –2 |

| 3 de junho | Áustria                   | 2 – 1     | Espanha  | Estádio José Amalfitani, Buenos Aires       |
| 13:45      | Schachner 9' · Krankl 76' | Relatório | Dani 21' | Público: 40 841 Árbitro: HUN Károly Palotai |

| 3 de junho | Brasil       | 1 – 1     | Suécia      | Estádio José María Minella, Mar del Plata |
| 13:45      | Reinaldo 45' | Relatório | Sjöberg 37' | Público: 32 569 Árbitro: WAL Clive Thomas |

| 7 de junho | Suécia | 0 – 1     | Áustria           | Estádio José Amalfitani, Buenos Aires       |
| 13:45      |        | Relatório | Krankl 42' (pen.) | Público: 41 424 Árbitro: NED Charles Corver |

| 7 de junho | Brasil | 0 – 0     | Espanha | Estádio José María Minella, Mar del Plata   |
| 13:45      |        | Relatório |         | Público: 34 771 Árbitro: ITA Sergio Gonella |

| 11 de junho | Suécia | 0 – 1     | Espanha    | Estádio José Amalfitani, Buenos Aires          |
| 13:45       |        | Relatório | Asensi 75' | Público: 46 765 Árbitro: FRG Ferdinand Biwersi |

| 11 de junho | Brasil               | 1 – 0     | Áustria | Estádio José María Minella, Mar del Plata |
| 13:45       | Roberto Dinamite 40' | Relatório |         | Público: 35 221 Árbitro: FRA Robert Wurtz |

### Grupo 4
| Pos. | Seleção       | Pts | J | V | E | D | GP | GC | SG |
| ---- | ------------- | --- | - | - | - | - | -- | -- | -- |
| 1    | Peru          | 5   | 3 | 2 | 1 | 0 | 7  | 2  | +5 |
| 2    | Países Baixos | 3   | 3 | 1 | 1 | 1 | 5  | 3  | +2 |
| 3    | Escócia       | 3   | 3 | 1 | 1 | 1 | 5  | 6  | –1 |
| 4    | Irã           | 1   | 3 | 0 | 1 | 2 | 2  | 8  | –6 |

| 3 de junho | Peru                          | 3 – 1     | Escócia    | Estádio Olímpico Chateau Carreras, Córdoba |
| 16:45      | Cueto 43' · Cubillas 72', 77' | Relatório | Jordan 14' | Público: 37 927 Árbitro: SUE Ulf Eriksson  |

| 3 de junho | Países Baixos                           | 3 – 0     | Irã | Estádio Ciudad de Mendoza, Mendoza                      |
| 16:45      | Rensenbrink 40' (pen.), 62', 79' (pen.) | Relatório |     | Público: 33 431 Árbitro: MEX Alfonso González Archundia |

| 7 de junho | Escócia                | 1 – 1     | Irã            | Estádio Olímpico Chateau Carreras, Córdoba  |
| 16:45      | Eskandarian 43' (g.c.) | Relatório | Danaeifard 60' | Público: 7 938 Árbitro: SEN Youssou N'Diaye |

| 7 de junho | Países Baixos | 0 – 0     | Peru | Estádio Ciudad de Mendoza, Mendoza        |
| 16:45      |               | Relatório |      | Público: 28 125 Árbitro: FRG Adolf Prokop |

| 11 de junho | Peru                                                | 4 – 1     | Irã         | Estádio Olímpico Chateau Carreras, Córdoba |
| 16:45       | Velásquez 2' · Cubillas 36' (pen.), 39' (pen.), 79' | Relatório | Rowshan 41' | Público: 21 262 Árbitro: POL Alojzy Jarguz |

| 11 de junho | Escócia                                | 3 – 2     | Países Baixos                    | Estádio Ciudad de Mendoza, Mendoza          |
| 16:45       | Dalglish 44' · Gemmill 47' (pen.), 68' | Relatório | Rensenbrink 34' (pen.) · Rep 71' | Público: 35 130 Árbitro: AUT Erich Linemayr |

## Segunda fase
|  | Equipes qualificadas para disputar a final    |
|  | Equipes qualificadas para disputar o 3º lugar |
|  | Equipes eliminadas                            |

### Grupo A
| Pos. | Seleção            | Pts | J | V | E | D | GP | GC | SG |
| ---- | ------------------ | --- | - | - | - | - | -- | -- | -- |
| 1    | Países Baixos      | 5   | 3 | 2 | 1 | 0 | 9  | 4  | +5 |
| 2    | Itália             | 3   | 3 | 1 | 1 | 1 | 2  | 2  | 0  |
| 3    | Alemanha Ocidental | 2   | 3 | 0 | 2 | 1 | 4  | 5  | –1 |
| 4    | Áustria            | 2   | 3 | 1 | 0 | 2 | 4  | 8  | –4 |

| 14 de junho | Países Baixos                                                              | 5 – 1     | Áustria       | Estádio Olímpico Chateau Carreras, Córdoba |
| 13:45       | Brandts 6' · Rensenbrink 35' (pen.) · Rep 36', 53' · W. van de Kerkhof 82' | Relatório | Obermayer 79' | Público: 25 050 Árbitro: SCO John Gordon   |

| 14 de junho | Alemanha Ocidental | 0 – 0     | Itália | Estádio Monumental de Núñez, Buenos Aires     |
| 13:45       |                    | Relatório |        | Público: 67 547 Árbitro: YUG Dušan Maksimović |

| 18 de junho | Alemanha Ocidental           | 2 – 2     | Países Baixos                    | Estádio Olímpico Chateau Carreras, Córdoba |
| 16:45       | Abramczik 3' · D. Müller 70' | Relatório | Haan 27' · R. van de Kerkhof 84' | Público: 40 750 Árbitro: URU Ramón Barreto |

| 18 de junho | Itália          | 1 – 0     | Áustria | Estádio Monumental de Núñez, Buenos Aires |
| 16:45       | Paolo Rossi 14' | Relatório |         | Público: 66 695 Árbitro: BEL Francis Rion |

| 21 de junho | Áustria                            | 3 – 2     | Alemanha Ocidental              | Estádio Olímpico Chateau Carreras, Córdoba |
| 13:45       | Vogts 59' (g.c.) · Krankl 66', 87' | Relatório | Rummenigge 19' · Hölzenbein 72' | Público: 38 318 Árbitro: ISR Abraham Klein |

| 21 de junho | Países Baixos          | 2 – 1     | Itália             | Estádio Monumental de Núñez, Buenos Aires          |
| 13:45       | Brandts 18' · Haan 75' | Relatório | Brandts 10' (g.c.) | Público: 67 433 Árbitro: ESP Ángel Franco Martínez |

### Grupo B
| Pos. | Seleção   | Pts | J | V | E | D | GP | GC | SG  |
| ---- | --------- | --- | - | - | - | - | -- | -- | --- |
| 1    | Argentina | 5   | 3 | 2 | 1 | 0 | 8  | 0  | +8  |
| 2    | Brasil    | 5   | 3 | 2 | 1 | 0 | 6  | 1  | +5  |
| 3    | Polónia   | 2   | 3 | 1 | 0 | 2 | 2  | 5  | –3  |
| 4    | Peru      | 0   | 3 | 0 | 0 | 3 | 0  | 10 | –10 |

| 14 de junho | Brasil                            | 3 – 0     | Peru | Estádio Ciudad de Mendoza, Mendoza          |
| 16:45       | Dirceu 15', 28' · Zico 73' (pen.) | Relatório |      | Público: 31 278 Árbitro: ROM Nicolae Rainea |

| 14 de junho | Argentina       | 2 – 0     | Polónia | Estádio Gigante de Arroyito, Rosário      |
| 19:15       | Kempes 16', 71' | Relatório |         | Público: 37 091 Árbitro: SUE Ulf Eriksson |

| 18 de junho | Polónia      | 1 – 0     | Peru | Estádio Ciudad de Mendoza, Mendoza         |
| 13:45       | Szarmach 65' | Relatório |      | Público: 35 288 Árbitro: ENG Pat Partridge |

| 18 de junho | Argentina | 0 – 0     | Brasil | Estádio Gigante de Arroyito, Rosário        |
| 19:15       |           | Relatório |        | Público: 37 326 Árbitro: HUN Károly Palotai |

| 21 de junho | Brasil                                  | 3 – 1     | Polónia  | Estádio Ciudad de Mendoza, Mendoza                 |
| 16:45       | Nelinho 12' · Roberto Dinamite 57', 63' | Relatório | Lato 45' | Público: 39 586 Árbitro: CHI Juan Silvagno Cavanna |

| 21 de junho | Argentina                                                       | 6 – 0     | Peru | Estádio Gigante de Arroyito, Rosário      |
| 19:15       | Kempes 21', 49' · Tarantini 43' · Luque 50', 72' · Houseman 67' | Relatório |      | Público: 37 315 Árbitro: FRA Robert Wurtz |

## Terceira fase

### Decisão pelo 3º lugar
| 24 de junho | Itália     | 1 – 2     | Brasil                   | Estádio Monumental de Núñez, Buenos Aires  |
| 15:00       | Causio 38' | Relatório | Nelinho 64' · Dirceu 72' | Público: 69 659 Árbitro: ISR Abraham Klein |

### Final
| 25 de junho de 1978 | Argentina                       | 3 – 1                             | Países Baixos | Estádio Monumental de Núñez, Buenos Aires   |
|                     | Bertoni 116' · Kempes 38', 105' | 1-1 2 – 0 (prorrogação) Relatório | Nanninga 82'  | Público: 71 483 Árbitro: ITA Sergio Gonella |

| Argentina | Holanda |

## Premiações
| Campeã da Copa do Mundo FIFA de 1978 |
| ------------------------------------ |
| Argentina Primeiro Título            |

### Individuais
| Bola de Ouro | Bola de Prata | Bola de Bronze | Premio Yashin | FIFA Prêmio Fair Play |
| ------------ | ------------- | -------------- | ------------- | --------------------- |
| Mario Kempes | Paolo Rossi   | Dirceu         | Ubaldo Fillol | Argentina             |

| Chuteira de Ouro | Chuteira de Prata | Chuteira de Bronze | Melhor Jogador Jovem |
| ---------------- | ----------------- | ------------------ | -------------------- |
| Mario Kempes     | Teófilo Cubillas  | Rob Rensenbrink    | Antonio Cabrini      |

### All-Star Team
| Goleiros/Guarda-Redes | Defensores/Defesas                                        | Meias/Médios                            | Atacantes/Avançados                      |
| --------------------- | --------------------------------------------------------- | --------------------------------------- | ---------------------------------------- |
| Ubaldo Fillol         | Berti Vogts Ruud Krol Daniel Passarella Alberto Tarantini | Dirceu Teófilo Cubillas Rob Rensenbrink | Roberto Bettega Paolo Rossi Mario Kempes |

## Artilharia
| Jogador               | Seleção            | Gols |
| --------------------- | ------------------ | ---- |
| Mario Kempes          | Argentina          | 6    |
| Rob Rensenbrink       | Países Baixos      | 5    |
| Teófilo Cubillas      | Peru               | 5    |
| Hans Krankl           | Áustria            | 4    |
| Roberto Dinamite      | Brasil             | 3    |
| Dirceu                | Brasil             | 3    |
| Karl-Heinz Rummenigge | Alemanha Ocidental | 3    |
| Paolo Rossi           | Itália             | 3    |
| Johnny Rep            | Países Baixos      | 3    |
| Daniel Bertoni        | Argentina          | 2    |
| Nelinho               | Brasil             | 2    |
| Zbigniew Boniek       | Polônia            | 2    |
| Grzegorz Lato         | Polônia            | 2    |
| Daniel Passarella     | Argentina          | 1    |
| Zico                  | Brasil             | 1    |
| Reinaldo              | Brasil             | 1    |
| Michel Platini        | França             | 1    |
| Dominique Rocheteau   | França             | 1    |
| Hansi Müller          | Alemanha Ocidental | 1    |
| Franco Causio         | Itália             | 1    |
| Kenny Dalglish        | Escócia            | 1    |

## Classificação final

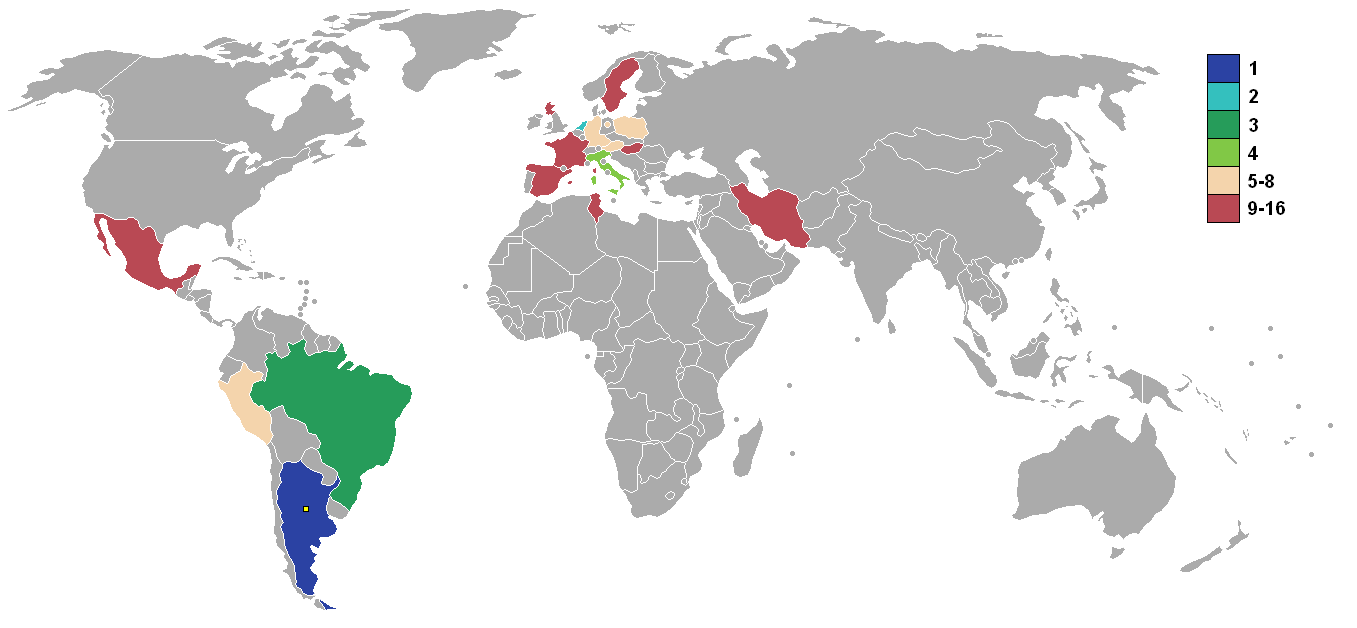

A classificação final é determinada através da fase em que a seleção alcançou e a sua pontuação, levando em conta os critérios de desempate.
| Pos.                        | Seleção            | Gr | Pts | J | V | E | D | GP | GC | SG  |
| --------------------------- | ------------------ | -- | --- | - | - | - | - | -- | -- | --- |
| Final                       |                    |    |     |   |   |   |   |    |    |     |
| 1                           | Argentina          | 1  | 11  | 7 | 5 | 1 | 1 | 15 | 4  | +11 |
| 2                           | Países Baixos      | 4  | 8   | 7 | 3 | 2 | 2 | 15 | 10 | +5  |
| Disputa pelo 3º lugar       |                    |    |     |   |   |   |   |    |    |     |
| 3                           | Brasil             | 3  | 11  | 7 | 4 | 3 | 0 | 10 | 3  | +7  |
| 4                           | Itália             | 1  | 9   | 7 | 4 | 1 | 2 | 9  | 6  | +3  |
| Eliminados na segunda fase  |                    |    |     |   |   |   |   |    |    |     |
| 5                           | Polónia            | 2  | 7   | 6 | 3 | 1 | 2 | 6  | 6  | 0   |
| 6                           | Alemanha Ocidental | 2  | 6   | 6 | 1 | 4 | 1 | 10 | 5  | +5  |
| 7                           | Áustria            | 3  | 6   | 6 | 3 | 0 | 3 | 7  | 10 | −3  |
| 8                           | Peru               | 4  | 5   | 6 | 2 | 1 | 3 | 7  | 12 | −5  |
| Eliminados na primeira fase |                    |    |     |   |   |   |   |    |    |     |
| 9                           | Tunísia            | 2  | 3   | 3 | 1 | 1 | 1 | 3  | 2  | +1  |
| 10                          | Espanha            | 3  | 3   | 3 | 1 | 1 | 1 | 2  | 2  | 0   |
| 11                          | Escócia            | 4  | 3   | 3 | 1 | 1 | 1 | 5  | 6  | −1  |
| 12                          | França             | 1  | 2   | 3 | 1 | 0 | 2 | 5  | 5  | 0   |
| 13                          | Suécia             | 3  | 1   | 3 | 0 | 1 | 2 | 1  | 3  | −2  |
| 14                          | Irã                | 4  | 1   | 3 | 0 | 1 | 2 | 2  | 8  | −6  |
| 15                          | Hungria            | 1  | 0   | 3 | 0 | 0 | 3 | 3  | 8  | −5  |
| 16                          | México             | 2  | 0   | 3 | 0 | 0 | 3 | 2  | 12 | −10 |

## Curiosidades
- Foi a primeira Copa em que a Argentina usou o escudo da AFA, Associação de Futebol Argentino no uniforme, nas Copas anteriores a camisa albiceleste estava sem o devido escudo.
- Foi a última Copa em que 16 seleções participariam da fase final. A partir do Mundial seguinte, na Espanha, em 1982, seriam 24 seleções.
- O Brasil utilizou dezessete dos 22 jogadores inscritos. Apenas quatro disputaram todos os jogos completos: Leão, Oscar, Amaral e Batista.
- Para disputar suas sete partidas, o Brasil percorreu 4.659 quilômetros pela Argentina. Já a Argentina percorreu apenas 618.
- A Seleção Francesa tentou, sem êxito, boicotar a sua ida a Copa em resposta ao assassinato de freiras francesas por parte do Regime Militar.
- "Les Bleus" viajaram de Concorde: a delegação francesa, formada por 36 pessoas, incluindo a revelação Michel Platini, partiu de Paris em 24 de maio do aeroporto Charles-de-Gaulle em um Concorde, prefixo F-BVFA, o incrível avião supersônico que voava a velocidade de Mach 2 (duas vezes a velocidade do som). Esse voo, único, foi um prolongamento do voo comercial regular entre Paris e Rio de Janeiro, com escala em Dakar, no Senegal. Assim, após pousar no Rio de Janeiro, esse voo continuou até o aeroporto de Ezeiza sendo a primeira vez que o supersônico pousou na capital argentina. No mesmo dia o Concorde vez o voo de regresso Buenos Aires à Paris via Rio e Dakar.  [4]
- Na final entre Argentina e Países Baixos, um torcedor de 49 anos sofreu um ataque cardíaco no momento em que o atacante neerlandês Rob Rensenbrink acertara a trave do goleiro argentino Ubaldo Fillol, porém foi socorrido a tempo de festejar a conquista inédita do título.
- Os neerlandeses viraram de costas para Jorge Rafael Videla, considerado o "Diabo da Argentina" na hora de receberem as suas medalhas de prata.
- Esta Copa protagonizou o segundo escândalo de doping da história do torneio. O meia escocês Willie Johnstone (camisa 11), foi flagrado nos exames antidoping para um estimulante proibido (fencanfamina, comercializada como Reactivan), na partida em que sua seleção foi derrotada pelo Peru por 3–1, inclusive participou no lance do único gol da sua seleção. Johnstone, após o anúncio do doping, e de seu desligamento da delegação escocesa, alegou inocência mas fez as malas e, acompanhado pela polícia argentina, voltou para o Reino Unido mais cedo. [5]  Depois de 22 aparições pela seleção e a partir desse episódio, ele nunca mais foi convocado para a seleção da Escócia.
- O treinador Ally MacLeod, da seleção da Escócia, fez história quando anunciava, antes da Copa, que poderia ser campeão. Afinal, a Escócia tinha em seu elenco a base dos dois melhores times de futebol à época, na Inglaterra e na Europa: o Liverpool (Kenny Dalglish e Graeme Souness), campeão inglês e bi europeu em 1977; e o Nottingham Forest (Archie Gemmill, Kenny Burns e John Robertson), que foi campeão inglês naquele 1978 e europeu por dois anos seguidos após a Copa. Daí o sucesso antes da Copa da música “Ally's Tartan Army” [6], onde Tartan Army são os torcedores escoceses e Ally referia-se ao seu técnico. Os resultados, porém, decepcionaram. Apesar disso, a Escócia protagonizou momentos de muito êxtase: (i) chegou ao último jogo contra os Países Baixos precisando de um resultado improvável: ganhar por três gols de diferença. Começou o jogo dando a entender que seria uma nova tragédia quando Rensenbrink fez 1x0 de pênalti para os Países Baixos. Porém, Dalglish empatou no fim do primeiro tempo e aos 2” da segunda etapa Archie Gemmill marcou, também de pênalti, o segundo, fazendo 2x1 para a Escócia. E eis que em uma jogada maravilhosa aos 23”, como em um balé, Archie se livrou de seis adversários alaranjados e, com muita classe, trocou de pé para tirar a bola do goleiro Jan Jongbloed, perfazendo 3x1 para a Escócia, em um gol considerado dos mais bonitos de todos os tempos das Copas Fifa (quase foi o 1.000º da história, marcado naquele jogo no primeiro gol dos Países Baixos por Rensenbrink, de pênalti). Naquele momento, jogando bem, bastava mais um gol que a Escócia faria o impossível: ganhar por 3 de diferença e se classificar. Porém o jogo terminou 3x2 para a Escócia. O sonho tinha acabado, a Escócia foi eliminada na primeira fase, mas essa vitória se tornou um dos grandes momentos da torcida e da seleção escocesa. (ii) esse gol do Archie Gemmill serviu de inspiração para o filme “Trainspotting”, considerado um clássico cult lançado em 1996 no Reino Unido, tendo sido indicado para o  BAFTA - British Academy of Film and Television Arts Awards daquele ano, com direção de Danny Boyle e com o ator Ewan McGregor. Além de uma trilha sonora marcante, tem uma cena incrível, sobre sentimentos humanos de torpor, no qual mistura o orgasmo do protagonista com a sua namorada (Kelly Macdonald), junto com a sensação de ver o terceiro gol da Escócia contra os Países Baixos: fora a beleza como foi o gol de Archie Gemmill, criou a esperança do resultado impossível e a classificação da seleção escocesa naquele momento. “Eu não me sentia tão bem assim desde que Archie Gemmill marcou contra a Holanda em 1978” – frase do ator no filme e ainda “[...] Você tem que se preocupar com contas, com comida, sobre algum time de futebol que nunca vence, sobre relacionamentos humanos e todo tipo de coisa que não importa quando você tem um hábito sincero e verdadeiro de viciado”. [7] [8] [9]
- Na partida entre Brasil e Suécia na 1ª fase, o jogo estava empatado em 1–1 até os acréscimos no final da partida, quando houve um escanteio a favor do Brasil. Quando o escanteio foi cobrado, o meia brasileiro Zico subiu de cabeça, e marcou o que seria a vitória brasileira. Estranhamente, o juiz galês Clive Thomas encerrou o jogo, para desespero do time brasileiro. Sua alegação foi que ele terminara o jogo com a bola no ar. O time brasileiro entrou com duas representações contra o juiz na Comissão de Arbitragem e no Comitê Disciplinar da FIFA. O juiz foi afastado, e nunca mais apitaria uma partida de Copa.

França (usando o uniforme do Club Kimberley) vs Hungria. Jean Petit carregando a bola.

- França (usando o uniforme do Club Kimberley) vs Hungria. Jean Petit carregando a bola. Eliminadas na primeira fase, as seleções da França e da Hungria proporcionaram um verdadeiro papelão, sendo que a França, em protesto contra as más arbitragens, entrou também de camisa branca, pois ela estava sorteada para os húngaros, o árbitro do jogo, o brasileiro Arnaldo Cezar Coelho, se recusava a começar a partida, enquanto a questão dos uniformes não estivesse resolvida, os jogadores da França acabaram sendo obrigados a jogarem com uniformes verdes listrado de branco, cedidos as pressas por um time amador, o Kimberley.  A partida terminou em 3–1 a favor dos franceses, com gols de Lopez ('23), Berdoll ('38) e Rocheteau ('42), descontando Zombori ('41) para os húngaros.
- O jornal inglês Sunday Times denunciou que os argentinos estavam fraudando os testes antidoping. Diziam que a urina para os exames após cada partida não era fornecida pelos jogadores, que inferiam fortes doses de anfetaminas. Um homem teria sido contratado só para urinar.
- O jogador Rob Rensenbrink, da seleção neerlandesa, marcou o gol 1000 da história da Copa do Mundo, convertendo um pênalti, na partida entre Escócia e Países Baixos.
- A seleção da Tunísia tornou-se a primeira seleção africana a ganhar uma partida de Copa do Mundo, ao bater o México por 3–1. As Águias de Cartago conseguiram ainda um empate em 0–0 com a Alemanha Ocidental, então campeã do mundo.
- O Brasil se autoproclamou "campeão moral" por ter sido a única seleção invicta desta Copa (até mesmo a campeã Argentina sofreu uma derrota, para a Itália na última rodada da primeira fase) e porque o goleiro do Peru, Ramón Quiroga, teria facilitado a partida contra a Argentina. A Argentina precisava ganhar de uma diferença superior a quatro gols. Ganhou de 6–0. Além disso, Quiroga nasceu na Argentina e naturalizou-se peruano.
- Atendendo a pedidos das emissoras de TV argentinas que alegaram estarem se adaptando a era do canal a cores, novidade da época na vizinha Argentina, a FIFA repentinamente alterou o horário dos jogos decisivos do Grupo B das semifinais da Copa de 1978: o jogo Brasil x Polónia seria disputado no horário vespertino, enquanto o jogo Argentina x Peru no horário noturno, e o selecionado argentino entrou em campo praticamente com o resultado em mãos.
- Fernando Rodríguez Mondragón, filho de um chefe do tráfico de drogas colombiano, declarou em 2007 à Rádio Caracol (Colômbia) que o desarticulado cartel de Cáli subornou a seleção do Peru, com uma cifra não revelada, para que deixasse a seleção da Argentina ganhar o decisivo jogo da segunda fase. A Argentina se classificou tendo os mesmos pontos que o Brasil, mas com melhor saldo de gols.
- Foi a primeira edição da Copa que o Brasil terminou sem ser derrotado e não foi campeão, tal feito se repetiria em 1986, onde foi eliminado pela França pelas quartas de final nas penalidades máximas; nessa copa a Argentina novamente viria a ser campeã.
- Houve rumores de que a Ditadura Militar argentina desejava o título a todo custo, o que segundo algumas pessoas, explicaria boa parte dos episódios estranhos ocorridos durante a Copa. A comemoração da imensa torcida argentina pela vitória de 6–0 sobre o Peru serviu para acabar com os protestos das Mães da Praça de Maio, que buscavam informações dos filhos desaparecidos, pois os mesmos haviam feito vários protestos contra o governo militar do país.
- Quatro seleções retornam após um longo hiato:
  -  Áustria – Após 20 anos (A última foi em 1958);
  -  Espanha – Após 12 anos (A última foi em 1966);
  -  França – Após 12 anos (A última foi em 1966);
  -  Hungria – Após 12 anos (A última foi em 1966).
- 2 nações faziam sua primeira participação em copas:
  -  Irã;
  -  Tunísia.